# Alfred Tiphaine
Alfred Tiphaine est un homme politique français né le 30 juin 1836 à Saint-Pierre (La Réunion) et décédé le 24 août 1914 à Monnaie (Indre-et-Loire).

## Biographie
Avocat et agriculteur, il est maire de la ville de Monnaie, conseiller général du canton de Vouvray et président du conseil général en 1893. Il est député d'Indre-et-Loire de 1891 à 1906, inscrit au groupe de la Gauche radicale. 

## Sources
- « Alfred Tiphaine », dans le Dictionnaire des parlementaires français (1889-1940), sous la direction de Jean Jolly, PUF, 1960 [détail de l’édition]